# 봉수당진찬도
봉수당진찬도(奉壽堂進饌圖)는 서울특별시 중구 동국대학교박물관에 있는, 8폭으로 구성된 ≪화성행행도병≫ 중 한 폭이다. 2015년 9월 2일 대한민국의 보물 제1430-2호로 지정되었다.

## 개요
동국대학교에 소장되어 있는 <봉수당진찬도>는 8폭으로 구성된 ≪화성행행도병≫ 중 한 폭이다. ‘봉수당진찬’이란 1795년의 현륭원 원행 가운데 가장 중요한 행사였던 혜경궁 홍씨의 탄신 일주갑을 기념하여 베풀어진 진찬 장면을 그린 것인데, 여러 가지 어려움이 있었음에도 불구하고 혜경궁이 이 진찬에 참여했던 것은 실로 뜻 깊은 의미를 부여할 수 있다.
《화성능행도병》은 정조가 1795년(정조19) 윤2월9일부터 16일까지 8일 동안 화성(華城)에 있는 부친 사도세자(思悼世子, 1735-1762)의 묘소인 현륭원(顯隆園)에 행행(行幸)했을 때의 주요 행사를 그린 8폭 병풍이다. 이 도병은 <화성성묘전배도(華城聖廟展拜圖)>, <낙남헌방방도(落南軒放榜圖)>, <봉수당진찬도(奉壽堂進饌圖)>, <낙남헌양로연도(落南軒養老宴圖)>, <서장대야조도(西將臺夜操圖)>, <득중정어사도(得中亭御射圖)>, <환어행렬도(還御行列圖)>, <한강주교환어도(漢江舟橋還御圖)> 등으로 구성되어 있다. 이 능행도 병풍은 조선시대 궁중행사도 가운데 가장 주목할 만한 작품으로서, 양식적 특징은 물론 제도적 측면에서 볼 때 후대에 미친 영향이 지대하다. 동국대학교 소장 <봉수당친찬도>는 1970년대 한 재일교포가 동국대박물관에 기증한 작품이다.
이 작품은 비록 단폭이지만, 작품성만을 두고 판단할 때에는 어떤 8폭 병풍이나 다른 낱폭보다 압도적으로 뛰어난 작품이다. 또한 장황은 현재 리움 소장 <환어행렬도>와 비단의 문양이나 표구방식이 동일하며, 크기도 대동소이한데 이 점 역시 주목된다. 필법에서는 이 두 점 사이에 약간의 차이를 보이는데, 이는 기록화 한 점을 그리는데 대체로 3-4명의 화원이 동원되었을 것이라는 점을 감안한다면, 아마도 이 두 점은 같은 8폭 병풍에서 갈라져 나왔을 가능성이 적지 않다고 본다.
동국대학교박물관 소장 <봉수당진찬도>는 현재 작품의 상태도 양호하고 질적 수준이 뛰어나다. 화면구성이나 설채와 원근법 사용방식 등에 있어 18세기말-19세기 초의 궁중기록화 양식을 잘 보여준다.

## 같이 보기
- 화성행행도병

## 참고 자료
- 봉수당진찬도 - 국가유산청 국가유산포털